# Батамбанг
Батамба́нг (Батдамба́нг, на кхмерски: បាត់ដំបង – battɑmbɑːŋ) е вторият по големина град в Камбоджа, разположен на ок. 290 км северозападно от столицата на страната Пном Пен. Административен център е на провинция Баттамбанг.
Градът е основан през 11 в. Населението му е ок. 250 хил. души (2006). Има предприятия за преработка на селскостопанска продукция и за производство на фосфорни торове.